# Eye of the Beholder (gra komputerowa)
Eye of the Beholder – komputerowa gra fabularna stworzona przez firmę Westwood Studios i wydana przez Strategic Simulations, Inc. w 1990 roku. Tytuł ukazał się na platformę PC MS-DOS, a następnie na komputer Amiga i konsole Sega CD, SNES. Gra doczekała się kontynuacji w postaci Eye of the Beholder II: The Legend of Darkmoon wydanego w 1991 roku oraz Eye of the Beholder III: Assault on Myth Drannor z 1993 roku.

## Fabuła
Akcja tej gry fabularnej ma miejsce w świecie Forgotten Realms. Główny bohater otrzymuje za zadanie pokonanie potwora Xanathara, grasującego w podziemiach miasta Waterdeep. Gracz ma do wyboru sześć ras, spośród których wybiera czteroosobową drużynę.

## Odbiór gry
Eye of the Beholder został zrecenzowany przez magazyn Dragon w 1991 roku i otrzymał ocenę 5/5.